# L'Aventure sauvage
Pour plus de détails, voir Fiche technique et Distribution.
L'Aventure sauvage (The Trap) est un film britannico-canadien de Sidney Hayers sorti en 1966.

## Synopsis
Un trappeur sauve une fille muette, rescapée d'un massacre. Amoureux, il décide de l'épouser et de l'emmener vivre avec lui au cœur des bois...

## Fiche technique
- Titre original : The Trap
- Réalisation : Sidney Hayers
- Scénario et histoire : David D. Osborn
- Directeur de la photographie : Robert Krasker
- Montage : Tristam Cones
- Musique : Ron Goodwin
- Costumes : Margaret Furse
- Production : George H. Brown
- Genre : Film d'aventures
- Pays :  Royaume-Uni,  Canada
- Durée : 106 minutes (1 h 46)
- Date de sortie :
  -  Royaume-Uni : 15 septembre 1966
  -  France : 13 octobre 1967
- Affiche : Jean Mascii (France)

## Distribution
- Rita Tushingham : Eve
- Oliver Reed (VF : Georges Aminel) : Jean La Bête
- Rex Sevenoaks (VF : Louis Arbessier) : le commerçant
- Barbara Chilcott : la femme du commerçant
- Linda Goranson : la fille du commerçant
- Blain Fairman : Clerk
- Walter Marsh : le prêcheur
- Jo Golland : Baptiste
- Jon Granik : l'homme sans nom
- Merv Campone : « Chien jaune »
- Reginald McReynolds (VF : Raymond Destac) : le capitaine